# André Devaere
Andreas Octaaf André Devaere (Courtrai, 27 août 1890 - Calais, 14 novembre 1914) est un compositeur et pianiste classique belge.

## Biographie
André Devaere naît à Courtrai, il est le fils d'Octaaf Hendrik Devaere (1865-1941), organiste à l'Église Saint-Martin de Courtrai, et d'Hermina Melania Ludovica Basyn (1864-1905). Il reçoit sa première éducation musicale de son père. En 1904, il est le seul des quinze candidats admis au Conservatoire royal de Bruxelles, dans la classe de piano d'Arthur De Greef (1862-1940). Le 25 juin 1907, il reçoit un premier prix de piano avec la plus grande distinction.
Il donne plusieurs récitals, mais entre-temps continue ses études à Bruxelles. Il remporte les premiers prix d'harmonie avec Paul Gilson et, avec Edgar Tinel, de contrepoint et de fugue. En 1909, il obtient également le diplôme de compétence et le diplôme de virtuosité pour piano. Sa ville natale lui offre un grand piano Érard. Devaere maîtrise un large répertoire, allant de Bach à Debussy.
Alors qu'il envisage de concourir pour le Prix de Rome, la Première Guerre mondiale éclate, mettant à mal tous ses rêves. Après avoir donné un dernier récital le 17 mai 1914, Devaere est incorporé en août au 27e régiment de ligne,. Le 10 novembre 1914, il est mortellement atteint aux poumons près de Saint-Georges (Nieuport). Il est transféré au pensionnat Sophie Berthelot à Calais, où il décède des suites de ses blessures quatre jours plus tard. Il est inhumé au cimetière militaire du cimetière du Nord à Calais.
André Devaere, mort prématurément comme Guillaume Lekeu, portait lui aussi la promesse d'une grande œuvre, influencée par l'impressionnisme français.

## Œuvre
André Devaere a laissé derrière lui un certain nombre de compositions, principalement pour piano et pour orgue, ainsi que des mélodies sur des poèmes de Gautier et Sully-Prudhomme.